# Jakob Laub
Jakob Johann Laub (ur. jako Jakub Laub, 7 lutego 1884 w Rzeszowie, zm. 22 kwietnia 1962 we Fribourgu) – fizyk z Austro-Węgier, znany przede wszystkim ze swojej współpracy z Albertem Einsteinem.

## Życiorys
Był synem Abrahama Lauba i Anny Marii Schenborn. Przeszedł z judaizmu na katolicyzm i zmienił imię z Jakub na Jakob Johann. Uczęszczał najpierw do liceum w Rzeszowie, a następnie studiował w Wiedniu, Krakowie i na końcu na Uniwersytecie w Getyndze. Uczył się u Davida Hilberta, Woldemara Voigta, Walthera Nernsta, Karla Schwarzschilda i Hermanna Minkowskiego. Następnie przeniósł się na Uniwersytet w Würzburgu, gdzie obronił doktorat w 1907. Wkrótce rozpoczął bliższą współpracę z Wilhelmem Wien, Arnoldem Sommerfeldem, Johannesem Starkiem i Albertem Einsteinem, z którym później się zaprzyjaźnił i korespondował. Kiedy odwiedził Einsteina w 1908 w Bernie, zastał go, jak na ironię, pracującego ciągle w urzędzie patentowym. W 1909 Laub został współpracownikiem Philippa Lenarda na Uniwersytecie w Heidelbergu.
W 1911 Laub, razem z żoną Ruth Elisą Wendt, wyemigrował do Argentyny. Pracował w obserwatorium geofizycznym i astronomicznym w La Placie. Następnie dostał posadę na wydziale fizyki na Uniwersytecie w Buenos Aires. Po przyjęciu obywatelstwa argentyńskiego (połączonym ze zmianą imienia na Jacobo Juan) zaczął pracować w służbie dyplomatycznej Argentyny. W 1947 powrócił do Niemiec i zamieszkał we Freiburgu. Z powodu kłopotów finansowych zmuszony był sprzedać część swojej korespondencji z Einsteinem.

## Praca naukowa
W 1905, Laub badał promienie katodowe razem z Wilhelmem Wienem. Następnie zajął się teorią względności i w 1907 opublikował ważną pracę na temat optyki ciał w ruchu. W 1908 napisał szereg prac z Einsteinem z użyciem równań elektromagnetycznych, co miało zastąpić bardziej skomplikowane wzory Minkowskiego. Obaj z Einsteinem odrzucili formalizm czasoprzestrzenny jako zbyt skomplikowany. Jednakże później okazało się, że formalizm Minkowskiego miał fundamentalne znaczenie dla rozwoju szczególnej teorii względności. Laub publikował także prace o zjawiskach związanych z teorią względności w gazach, a w 1910 napisał jeden z pierwszych artykułów przeglądowych o tejże teorii.